# Wolfgang Stock (Mediziner, 1943)

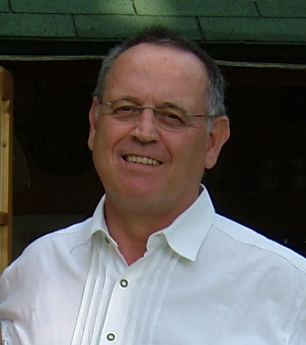
Prof. Dr. Wolfgang Stock

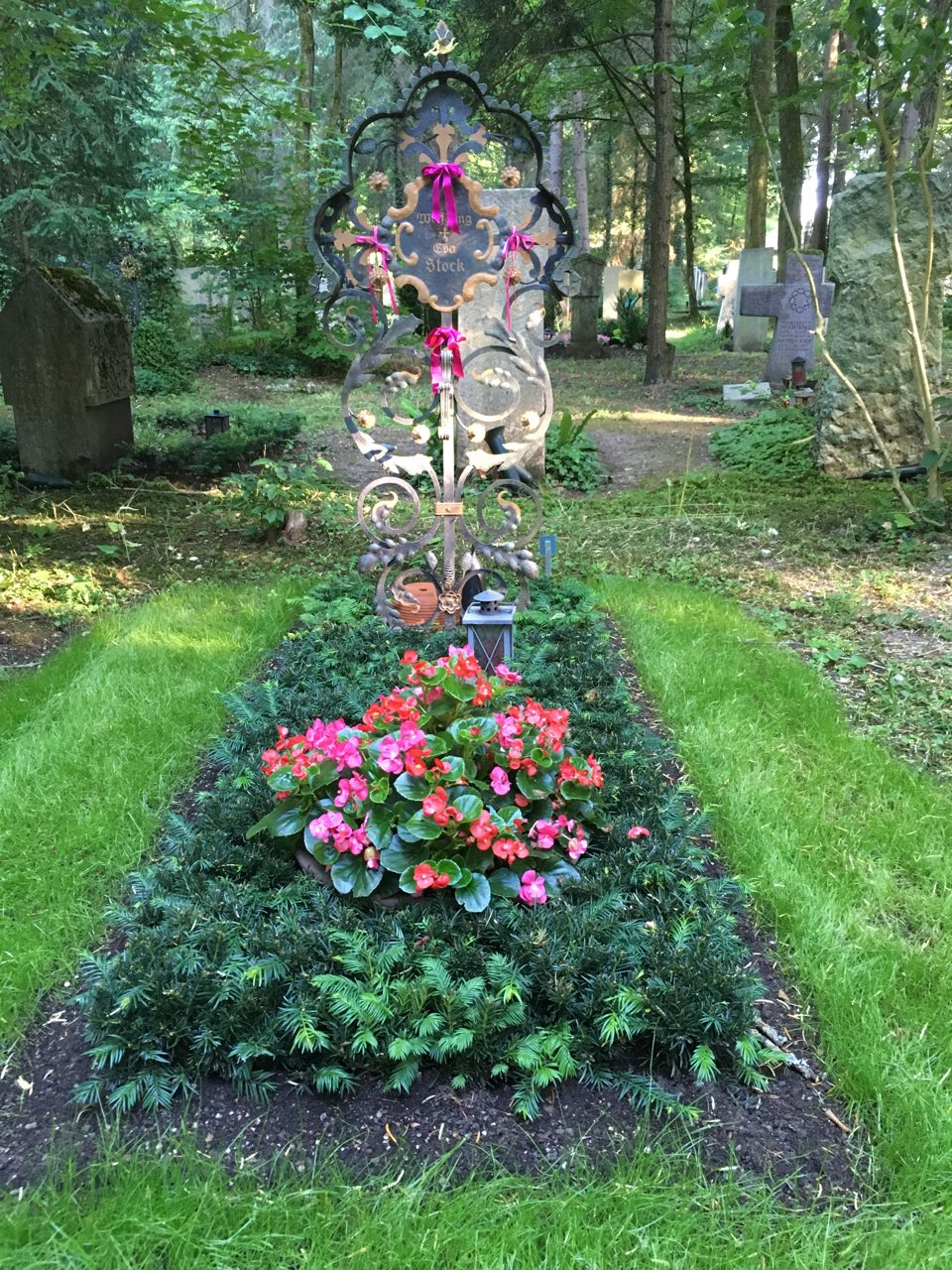
Grab Wolfgang und Eva Stock, Waldfriedhof München-Solln, Gräberfeld 12

Wolfgang Stock (* 21. November 1943 in Münsingen; † 10. April 2012 in München) war ein deutscher Chirurg und Leiter der Abteilung für Plastische Chirurgie am Klinikum der Universität München.

## Biografie
Wolfgang Stock wurde als Sohn des Landarztes und Bildhauers Wolfgang Stock (1913–1997) und seiner Frau Irma Alicia geb. Hoerig geboren. Sein Großvater war der bekannte Augenarzt Wolfgang Stock.  Nach dem Schulbesuch und Abitur in Münsingen studierte er an den Universitäten Tübingen, Innsbruck und München.
1971 begann er an der Technischen Universität München (TUM) mit seiner Facharztausbildung in Chirurgie bei G. Maurer. Seine Facharztausbildung in plastischer Chirurgie absolvierte er in Glasgow bei Ian A. McGregor. 1975/76 entwickelten Edgar Biemer, Wolfgang Duspiva und Wolfgang Stock die ersten mikrochirurgischen Operationen und Replantationen der Hände. Ab 1976 arbeitete Wolfgang Stock in der Klinik für Plastische Chirurgie rechts der Isar bei Ursula Schmidt-Tintemann.
Wolfgang Stock begann 1976 mit Schmidt-Tintemann, Edgar Biemer und anderen amputierte Körperteile zu replantieren. Zwischen 1979 und 1986 schrieb er ca. 30 Publikationen über replantierte Daumen und Finger, die Oberarm-Lappenplastik, osteo-kutane Unterarm-Lappenplastiken und die Rekonstruktion des Unterkiefers. Seine wissenschaftlichen Veröffentlichungen erschienen im  „Journal of Microsurgery“, der „Zeitschrift für Unfallheilkunde“, im „Chirurg“ und anderen. Sein Weg führte ihn an die Semmelweis-Universität in Budapest zu J. Manninger, wo er die Kollegen Handchirurgie, Mikrochirurgie und Replantationschirurgie lehrte. Bis 1996 lehrte er dies auch an verschiedenen Stellen in Mexiko. Die weiteren Publikationen und die spätere Habilitation von Wolfgang Stock wurden begleitet von seiner Frau Eva und den drei Kindern: Simone, Julian und Luisa. Er wechselte 1987 von der TUM zu Leonhard Schweiberer an die Ludwig-Maximilians-Universität München, wo er Leiter der Abteilung für Plastische Chirurgie in der Pettenkoferstraße war.
Besonders verdient gemacht hat sich Wolfgang Stock in der Rekonstruktion im Kopf- und Gesichtsbereich, der mikrovaskulären Beckenkamm-Transplantationen oder der Tibia- oder Fibula-Transplantationen vom vaskulären Periostschlauch. Insgesamt war er an 53 Publikationen beteiligt. Ab 1991 begleitete Wolfgang Stock Operationsteams von Interplast-Germany nach Korea, Sri Lanka, Vietnam, Äthiopien und Paraguay.